# Reluta
Reluta bývala náhrada stravy na vojně, zpravidla v penězích.
Příklad: Poučení obcím o plněních válečných z roku 1896. Náhrada budiž dána:
1. Za příbytky i s vedlejšími potřebami, pak za tábořiště podle zákona ubytovacího, leč by toto poučení obsahovalo ustanovení zvláštní.
2. Za naturální stravování osobám poskytnuté:
a) Při stravování průchodním: oběd obnosem, který na základě zákona ubytovacího pro stravování průchodní mužstva jest ustanoven a každého roku vyhlášen — polévka ranní a chléb jako při stravování v bytě.
b) Při stravování v bytě: relutem pro stravování etapní ustanoveným. Za celou denní porci v příloze udanou bude zapraveno celé relutum etapní (bez kvóty tabákové), za stravování v bytě toliko částečně poskytnuté bude zapravena ta kvóta reluta etapního, která ustanovena jest za věci poskytnuté. Za potřeby ku připravení a za připravení náhrada zvláštní se nedává. Relutum etapní, jakož i změny jeho, jichž by za tažení válečného bylo třeba, oznámí se obcím skrze politické úřady okresní.
3. Za věci potravní, buďto bezprostředně sboru nebo některému zásobnímu ústavu dodané, pak za píci ku krmení zvířat dodanou, jako za oves, kukuřici, žito, směsku, ječmen, čočku, vikev, seno a slámu, jakož i za živý jatečný a drobný dobytek vojsku dodaný dává se náhrada průměrnou tržní cenou ve hlavních městech vyhledanou, pokud místní tržní ceny příslušných potravin toho kterého času nejsou lacinější nežli takto určená míra náhradného.

Městská rada chebská dělila berní relutum mezi město a rytířstvo pravidelně poměrem 1 : 1. V městě vybírána byla berně na podkladě odhadů, zemanstvo platilo ji podle dvorců a část, případně mohlo-li celou, převrhovalo na poddaný lid. V jagellovské době dvakráte povolili Chebští králi také posudné, jež vybíralo se analogicky jako v Čechách.